# بی پوینت، شهرستان مونرو، فلوریدا
بی پوینت (به انگلیسی: Bay Point) یک منطقهٔ مسکونی در ایالات متحده آمریکا است که در شهرستان مونرو، فلوریدا واقع شده‌است. بی پوینت  ۱ متر بالاتر از سطح دریا واقع شده‌است.